# Гвинейско-турецкие отношения
Гвинейско-турецкие отношения — двусторонние дипломатические отношения между Гвинеей и Турцией. Государства являются членами Организации Объединённых Наций (ООН). Гвинея имеет посольство в Анкаре, а Турция открыла посольство в Конакри в 2013 году.

## История
В 1958 году Гвинея стала единственной африканской колонией Франции к югу от Сахары, проголосовавшей за независимость. Последний колониальный премьер-министр Гвинеи Ахмед Секу Туре стал первым президентом Гвинеи после обретения независимости. 95 % населения проголосовало за независимость Гвинеи, а Ахмед Секу Туре испытал негативное отношения со стороны президента Франции Шарля де Голля. Французы немедленно покинули территорию Гвинеи, а Гвинея стала одной из беднейших, наименее развитых и наиболее изолированных стран мира.
Франция угрожала своим партнёрам по НАТО Турции и Соединённым Штатам Америки, что если они окажут какую-либо помощь Гвинее или установят с ней какие-либо торговые отношения, то Шарль де Голль готов покинуть НАТО. После этого президент США Дуайт Дэвид Эйзенхауэр отказался даже удовлетворить просьбы Гвинеи об оказании иностранной помощи. Турция осудила действия Шарля де Голля как крайности, но воздержалась от оказания помощи Гвинее.
После того, как страны НАТО отказали Гвинее в финансовой помощи, Ахмед Секу Туре обратился к Советскому Союзу. До окончания холодной войны Турция имела ограниченные дипломатические отношения с Гвинеей.

## Торговля
С 30 января 2017 года налажено прямое авиасообщение из Стамбула в Конакри. В 2019 году объём товарооборота между странами составил сумму  136,7 млн долларов США.

## Сотрудничество в образовании
Турецкий фонд Маариф в настоящее время управляет 5 школами в Гвинее. Турция предоставляет стипендии гвинейским студентам с 1992 года.